# Kilkenny (Minnesota)
Kilkenny is een plaats (city) in de Amerikaanse staat Minnesota, en valt bestuurlijk gezien onder Le Sueur County.

## Demografie
Bij de volkstelling in 2000 werd het aantal inwoners vastgesteld op 148.
In 2006 is het aantal inwoners door het United States Census Bureau geschat op 155, een stijging van 7 (4,7%).

## Geografie
Volgens het United States Census Bureau beslaat de plaats een oppervlakte van
0,3 km², geheel bestaande uit land. Kilkenny ligt op ongeveer 319 m boven zeeniveau.

## Plaatsen in de nabije omgeving
De onderstaande figuur toont nabijgelegen plaatsen in een straal van 16 km rond Kilkenny.